# 酸奶
，是乳製品的一种，由动物乳汁经乳酸菌發酵而產生。英語中的 yogurt 亦包含優酪乳（yogurt drink），又称乳酸飲料，優酪乳為将生乳、鲜乳、还原乳杀菌后降温，接种乳酸菌種後，使其在無氧與無雜菌競爭的控制環境发酵，再加入香料、甜味剂、胶、稳定剂、水，接着过滤而成的“浓稠发酵乳”，蛋白质含量不到1%；而酸奶则是原料生乳经巴氏杀菌後，接种活性乳酸菌密封制成的一种“凝态发酵乳”，蛋白质含量大於2.9%，两者并不相同。

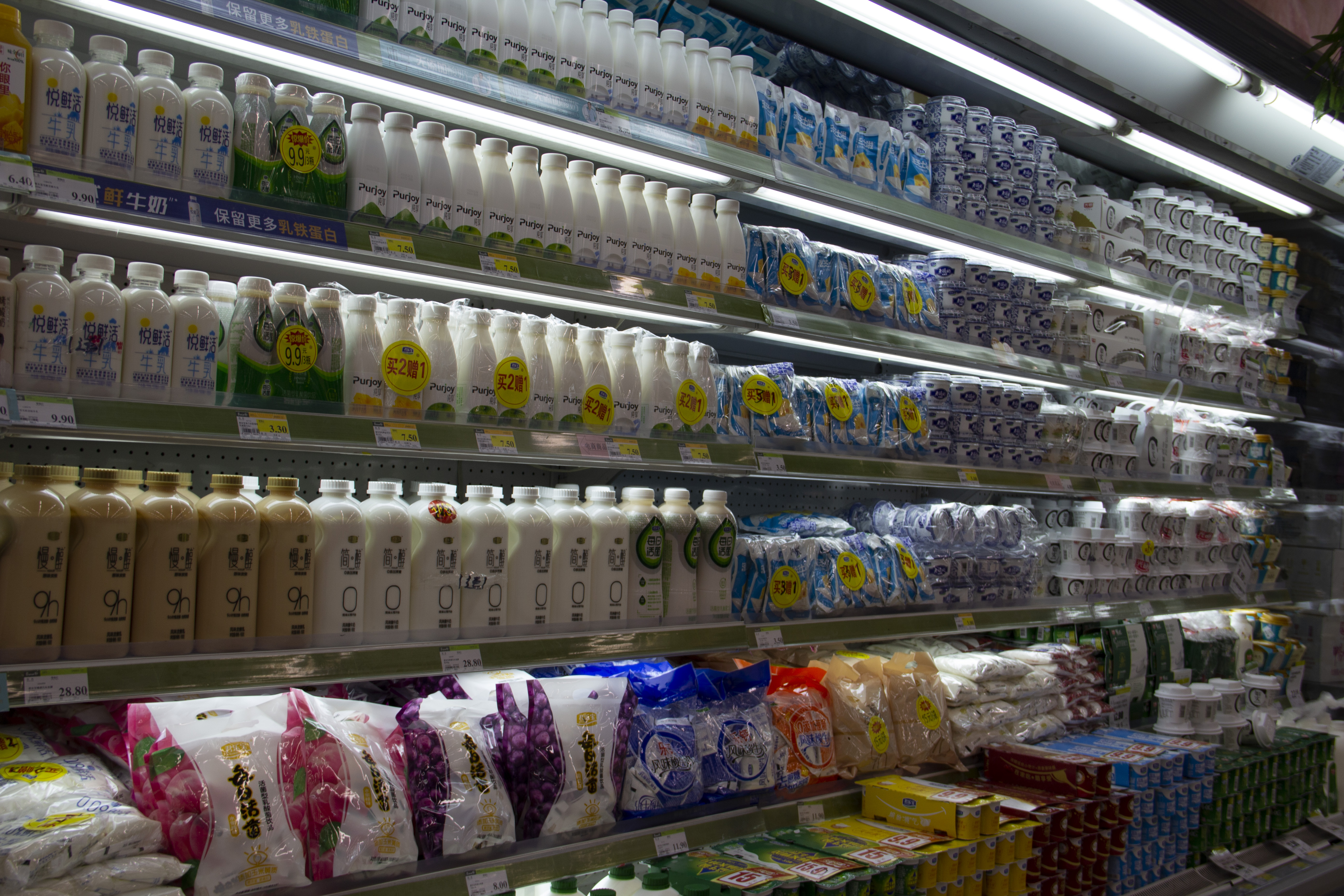
超市货架上的酸奶

優格一词源自土耳其語的（讀音：[jɔ‘urt]），引申自形容詞，意思是濃稠及豐厚，又或是另一動詞意思為「揉、使之濃稠」，都是製作乳酪的動作和方法。

## 歷史
歷史證據顯示，酸奶作為食品至少有4500多年的歷史了，最早期的酸奶可能是遊牧民族裝在羊皮袋裡的奶受到依附在袋的細菌自然發酵，而成為乳酪。現在，雖然許多國家都宣稱酸奶是他們本國的發明，然而到目前為止還沒有一個有力的證據能表明誰是第一個發現者，也許酸奶是多地起源。
據十一世紀由麻赫穆德·喀什噶裡編寫的《突厥語大詞典》以及尤素甫·哈斯·哈吉甫撰寫的《福樂智慧》兩本書中都記載了突厥人在中世紀就在食用酸奶了。這兩部書在不同側面都提到了「yogurt」這個詞，並詳細記錄了遊牧的突厥人使用酸奶的方法。歐洲有關酸奶的第一個記載源自於法國的臨床歷史記錄：弗朗西斯一世患上了一場嚴重的痢疾，當時的法國醫生都束手無策，盟國的蘇萊曼一世給他派了一個醫生，這個醫生宣稱用酸奶治好了病人。
直到二十世紀，酸奶才成為了南亞、中亞、西亞、歐洲東南部和中歐地區的食物材料。俄國生物學家伊利亞·梅契尼可夫推斷出保加利亞人長壽的原因是由於他們長久以來進食乳酪的習慣。梅契尼可夫提出乳酸菌是人類維持身體健康的一項重要元素，於是他開始於全歐洲推廣乳酪這種食品，并假设酸奶能让人活200岁。一位西班牙企業家伊薩克·卡拉索將乳酪的生產工業化，於1919年，卡拉索在巴塞羅那推廣他的乳酪產品，並以自己兒子的名字Danone（達能）為商品命名，而在美國的名稱「Dannon」更為人所熟悉。
有一說法，乳酪在加入果醬果肉後，更能發揮其保護效能，對抗病毒的入侵，這種加入果醬果肉的乳酪最後在1933年，由一間布拉格的乳製品公司Radlická Mlékárna取得專利，並於1947年由達能公司引入美國。

## 种类
- 按生产方法分类
  - 凝固型酸奶（Set, Plain yogurt）：牛奶在添加生产发酵剂后立即进行灌装、封口，送入发酵室，产品在包装容器中发酵而成。
  - 搅拌型酸奶（Stirred Yogurt）：在发酵罐中接种生产发酵剂。凝固后，再加以搅拌入杯或其它容器内。或添加果料等以丰富其口味。
  - 凍結型酸奶（Frozen yogurt）
  - 乳酸饮料（Yogurt drink）：以普通酸奶为原料，经添加其他非乳成份再行加工制成，浓度一般较稀，流动性好。
- 根据脂肪含量高低将酸奶区分为：高脂酸奶、全脂酸奶、低脂酸奶、脱脂酸奶等4种。
- 按健康特性，可分为普通酸奶和特殊酸奶，如双歧酸奶和益生菌酸奶。
- 根据加入甜味剂与否，还可以分为无糖酸奶（多加入木糖醇或/和甜蜜素等）和含糖酸奶。

## 健康
酸奶中含有的嗜热链球菌和保加利亚乳杆菌活体成分对人类健康有益。另外，鲜奶在发酵的过程中，乳糖会被乳酸菌分解成乳酸，故酸奶也适合乳糖不耐症人群。
但值得注意的是，未添加任何其它物质的酸奶口味酸涩，一般生产商为了调节酸奶的口感，往往会在酸奶中加入大量糖，故大部分酸奶制品并非“减肥食品”，同样也不适合糖尿病患者饮用；以低热量甜味剂调味的酸奶（即所谓“无糖酸奶”）可降低糖分摄入过多的风险。

## 圖集

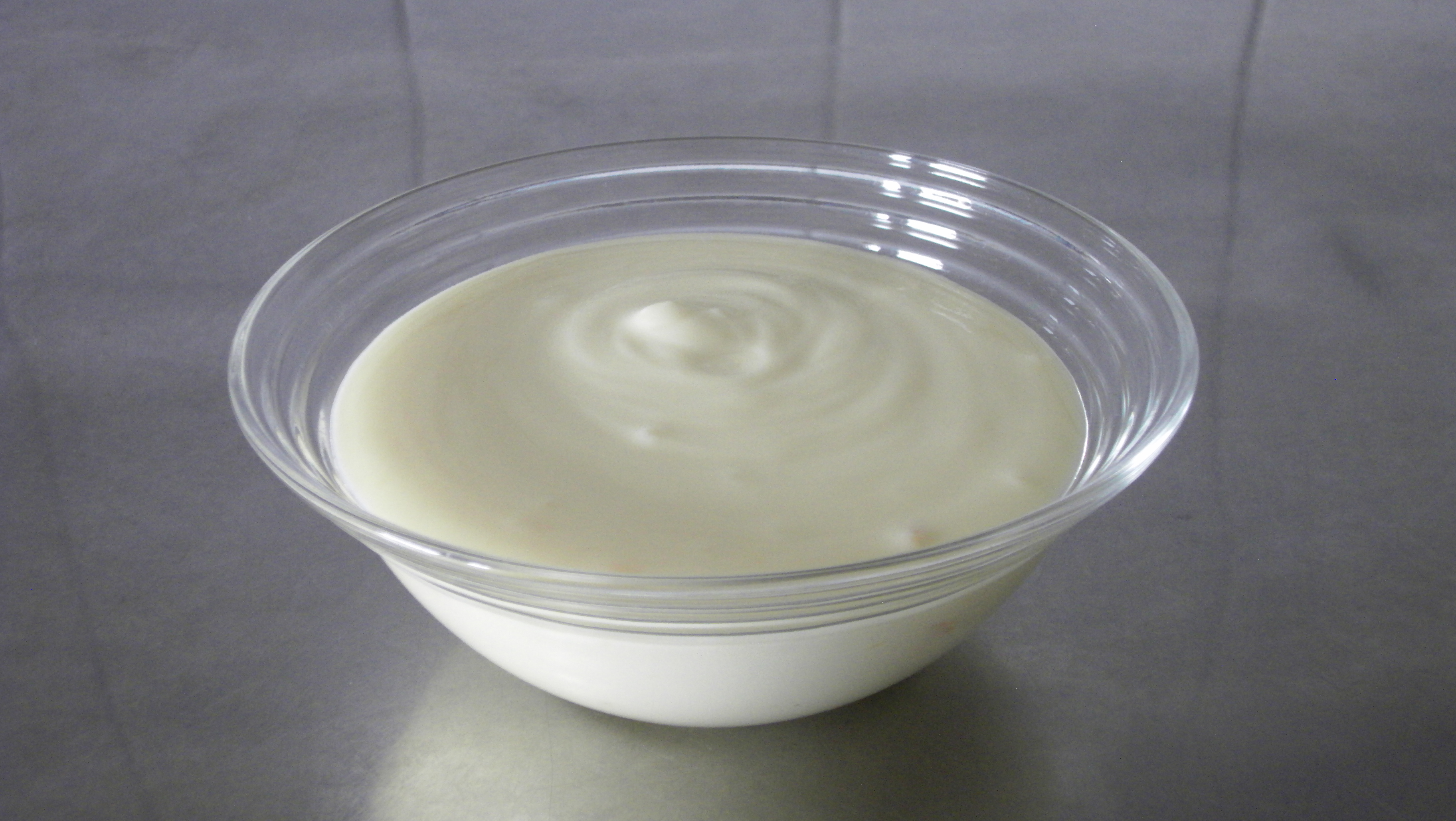
酸奶可為多種果味
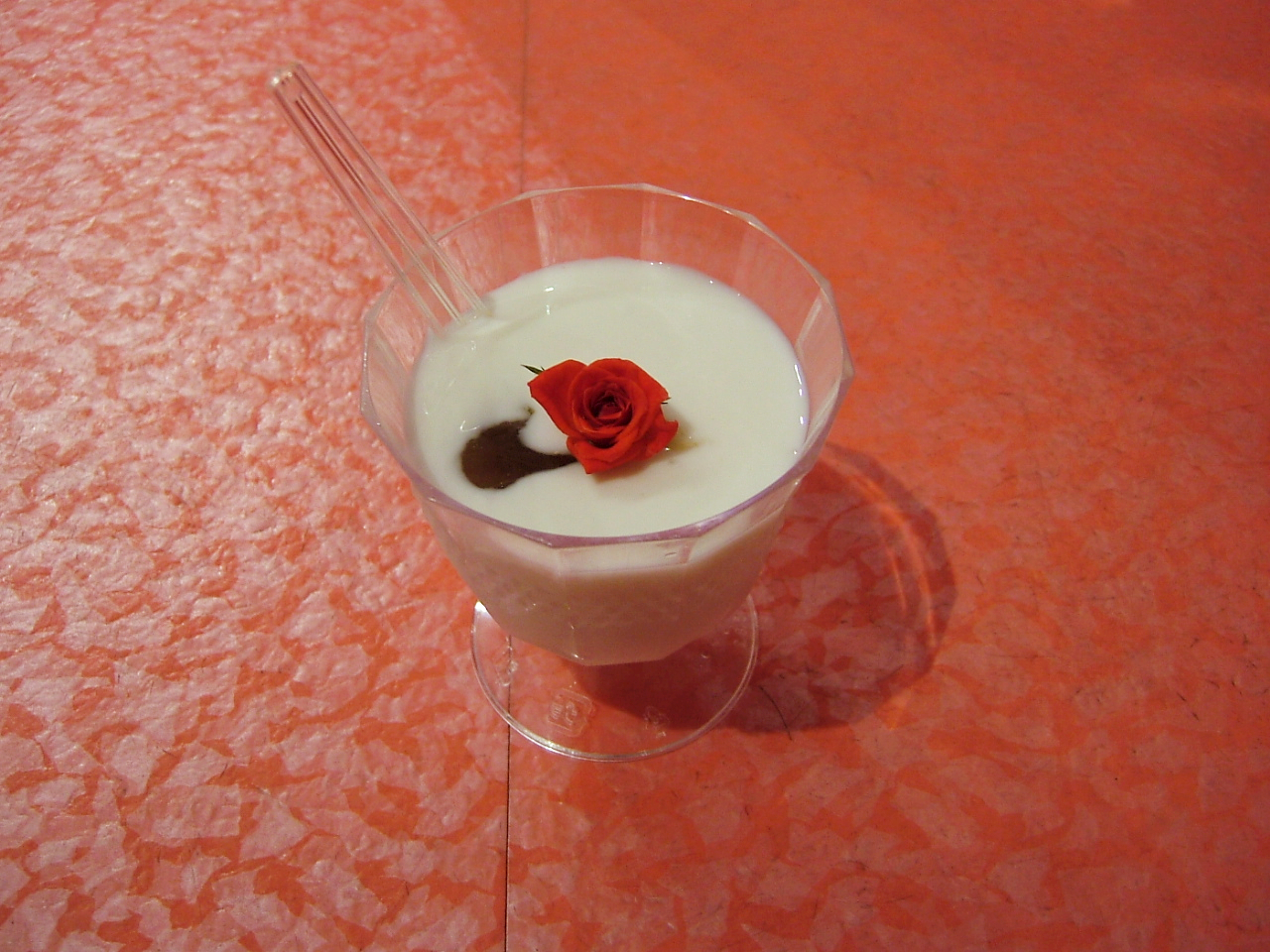
装在杯子裡的用蔷薇点缀的酸奶
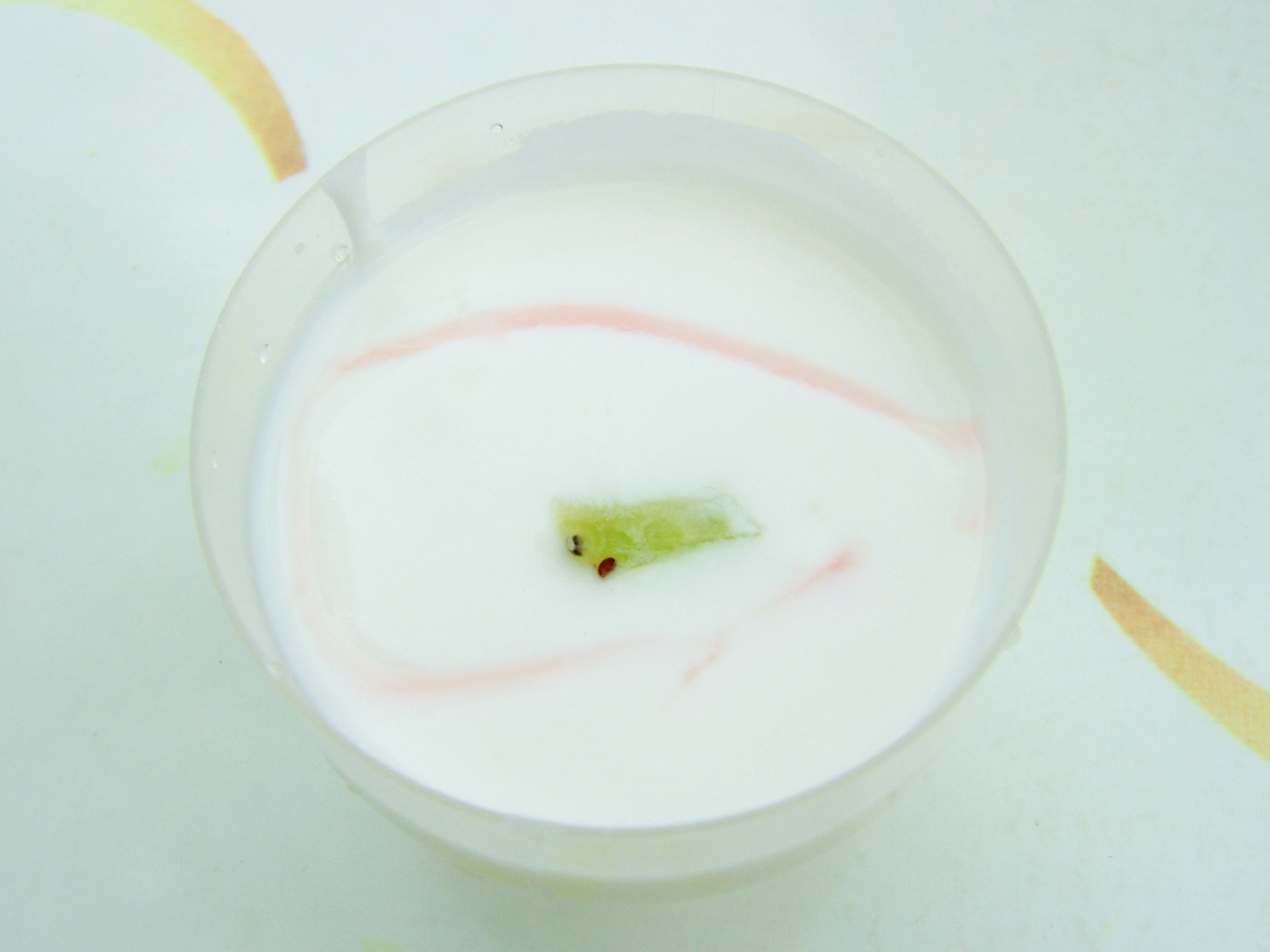
2005年日本國際博覽會高加索联合馆陈列的酸奶

## 外部連結
- . 美國國家家庭食品保藏中心. （原始内容存档于2005-04-02） （英语）.
- (PDF). 優酪乳百科全書.   [2005-12-10]. （原始内容 (PDF)存档于2006-04-18） （英语）.
- . 知覺優格.   [2019-09-04]. （原始内容存档于2020-10-27） （中文（臺灣））.